# 顏協
顏協（491年—539年），字子和，琅邪臨沂人，南北朝南梁官員與文學家。
顏協的七世祖顏含是東晉侍中、國子祭酒、西平靖侯，父親顏見遠則是南齊兼御史中丞。他年幼失去雙親，給舅父一家養育；少年就以有才識度量著名，閱讀不同書籍，擅長隸草飛白。吳郡人范懷約懂得隸書，他向范懷約學習，臨摹得幾乎一樣，荊楚的石碑都由顏協書寫；其時會稽謝善勛了解秦朝八體和漢朝六文，方寸能寫出千字；京兆人韋仲善於飛白，三人都在湘東王府，謝善勛任官錄事參軍，韋仲任官中兵參軍。顏協雖然清貧，但仍注重儀表，不用馬車不會出遊，最初任職湘東王國常侍，又兼任王府記室，湘東王蕭繹出鎮荊州，顏協轉正任記室。當時吳郡顧協也在藩邸，和顏協同名，才學不相伯仲，在府內稱為「二協」。舅父陳郡謝暕去世，他以舅父有養育之恩，用伯叔禮儀服喪，被人說是看重舅父；他又感慨家門從事義事，不追求名望，多次辭讓擢用留在藩府。大同五年（539年）他去世，虛歲四十二。蕭繹十分嘆惜，寫作《懷舊詩》感傷他的逝世，其中一章寫道：「弘都多雅度，信乃含賓實。鴻漸殊未昇，上才淹下秩。」顏協撰寫的《晉仙傳》五篇、《日月災異圖》兩卷都因火災散失。

## 家族
- 七世祖東晉侍中、國子祭酒顏含[7]
- 六世祖東晉黃門侍郎、侍中、光祿勳顏髦[7]
- 五世祖東晉騎都尉顏綝[7]
- 高祖父東晉宣城太守、司徒諮議、御史中丞顏靖之[7]
- 曾祖父劉宋巴陵太守顏騰之[7]
- 祖父劉宋奉朝請顏炳之[7]
- 父親南齊治书侍御史兼中丞顏見遠[1][2]
- 兒子隋朝集州刺史顏之儀、南梁中書舍人顏之推[5][6]

## 引用
1. 1 2 3  《梁書·卷五十·列傳第四十四》：顏協字子和，琅邪臨沂人也。七代祖含，晉侍中、國子祭酒、西平靖侯。父見遠，博學有志行。初，齊和帝之鎮荊州也，以見遠爲錄事參軍，及即位於江陵，以爲治書侍御史，俄兼中丞。高祖受禪，見遠乃不食，發憤數日而卒。高祖聞之曰：「我自應天從人，何預天下士大夫事？而顏見遠乃至於此也。」
2. 1 2 3  《南史·卷七十二·列傳第六十二》：顏協字子和，琅邪臨沂人，晉侍中含七世孫也。父見遠，博學有志行。初，齊和帝鎮荊州，以為錄事參軍；及即位，兼御史中丞。梁武帝受禪，見遠不食，發憤數日而卒。帝聞之，曰：「我自應天從人，何豫天下士大夫事？而顏見遠乃至於此。」
3. ↑  《梁書·卷五十·列傳第四十四》：協幼孤，養於舅氏。少以器局見稱。博涉羣書，工於草隸。釋褐湘東王國常侍，又兼府記室。世祖出鎮荊州，轉正記室。
4. ↑  《南史·卷七十二·列傳第六十二》：協幼孤，養于舅氏。少以器局稱。博涉群書，工於草隸飛白。時吳人範懷約能隸書，協學其書，殆過真也。荊楚碑碣皆協所書。時又有會稽謝善勛能為八體六文，方寸千言，京兆韋仲善飛白，並在湘東王府。善勛為錄事參軍，仲為中兵參軍。……協家雖貧素，而修飾邊幅，非車馬未嘗出遊。湘東王出鎮荊州，以為記室。
5. 1 2  《梁書·卷五十·列傳第四十四》：時吳郡顧協亦在蕃邸，與協同名，才學相亞，府中稱爲「二協」。舅陳郡謝暕卒，協以有鞠養恩，居喪如伯叔之禮，議者重焉。又感家門事義，不求顯達，恒辭徵辟，游於蕃府而已。大同五年，卒，時年四十二。世祖甚嘆惜之，爲《懷舊詩》以傷之。其一章曰：「弘都多雅度，信乃含賓實。鴻漸殊未昇，上才淹下秩。」協所撰《晉仙傳》五篇、《日月災異圖》兩卷，遇火湮滅。有二子：之儀、之推，並早知名。之推，承聖中仕至正員郎、中書舍人。
6. 1 2  《南史·卷七十二·列傳第六十二》：時吳郡顧協亦在蕃邸，與協同名，才學相亞，府中稱為二協。舅陳郡謝暕卒，協以有鞠養恩，居喪如伯叔禮，議者甚重焉。又感家門事義，不求顯達，恒辭徵辟，游於蕃府而已。卒，元帝甚嘆惜之，為懷舊詩以傷之。協所撰晉仙傳五篇，日月災異圖兩卷，行於世。其文集二十卷，遇火湮滅。子之儀、之推，並早知名。
7. 1 2 3 4 5 6  《全唐文·卷三百三十九·晉侍中右光祿大夫本州大中正西平靖侯顏公大宗碑》：公諱含，字宏都，琅琊臨沂人。……三子髦、謙、約……髦子君道，少纂家業，惇於學行，儀狀嚴整，風貌端美。桓公見而歎曰：「顏侍中廊廟之望也！」尚書郎國大中正給事黃門侍郎，以父老不就。加給事中晉陵臨川太守侍中本州大中正，加秩中二千石光祿勳西平定侯，事具約孫延之集。生綝，字文和，騎都尉，襲西平侯。生靖之，字茂宗，宣城太守、司徒諮議、御史中丞。生騰之，字宏道，善草隸書，有風格，治書御史、度支校尉、巴陵太守。生炳之，字叔豹，以能書稱，奉朝請、輔國江夏王參軍。生見遠，字見遠，方正不合於俗。《梁書》云：「博學有誌行，齊治書御史，俄兼中丞。正色立朝，有當官之稱。高祖受禪，不食，發憤慟哭而絕。武帝恨之曰：「我自應天從人，何預天下人事，而顏見遠乃至於此？」生協，字子和，湘東王記室，《梁書》有傳。

## 延伸阅读
[在维基数据编辑]
 《梁書·卷50》，出自姚思廉《梁書》